# Сховище радіоактивних відходів Горлебен
53°01′34″ пн. ш. 11°21′02″ сх. д. / 53.0262° пн. ш. 11.3505° сх. д.
Сховище радіоактивних відходів Горлебен (нім. Atommülllager Gorleben) — тимчасове сховище для високоактивних радіоактивних відходів на території муніципалітету Горлебен в районі Люхов-Данненберг у Нижній Саксонії в Німеччині. Він також відомий як транспортне контейнерне сховище Горлебен і працює з 1995 року.
Неподалік у соляному куполі Горлебен є «розвідувальна шахта», щоб перевірити її придатність як можливого національного сховища. Однак 28 вересня 2020 року соляний купол Горлебен було визнано геологічно непридатним у рамках загальнонаціонального відкритого пошуку сховища та виключено з подальшого розгляду. 17 вересня 2021 року було оголошено, що сховище буде закрито та засипано породним відвалом.